# Golden Globe Race
La Golden Globe Race è una competizione velica organizzata per la prima volta nel 1968 dal giornale britannico The Sunday Times, ed è considerata la più importante competizione velica transoceanica in barca a vela, in solitaria e senza scali.

## Presentazione
L'idea di premiare chi attraversava il globo in barca a vela in solitario e senza scali, venne al giornale inglese “Sunday Times” , che sulla spinta del successo mediatico ottenuto da Francis Chichester che con il suo ketch “Gipsy Moth IV” aveva compiuto il giro del mondo in barca effettuando un unico scalo tecnico a Sydney, si propose di organizzare questa competizione, sponsorizzandola e stabilendo un premio di 5000 sterline per il vincitore (secondo una stima, all'incirca 100.000 euro di oggi). 
Non esisteva una data di partenza, ma qualsiasi velista interessato a partecipare, sarebbe dovuto partire con una propria barca da un qualsiasi porto inglese in un giorno qualunque entro il 31 ottobre (ritenuta ultima data utile ad evitare di giungere a Capo Horn – già di per sé, il punto più pericoloso dell'intero percorso – in pieno inverno australe). 
Si prevedeva che la navigazione sarebbe durata tra i nove mesi e l'anno, in mare aperto, e il percorso quasi obbligato per via della direzione dei venti, prevedeva di percorrere l'Oceano Atlantico, verso sud dall'Inghilterra, superando il Capo di Buona Speranza presso Città del Capo, in Sudafrica, percorrere tutto l'Oceano Indiano verso l'Australia, oltrepassarla, proseguire lungo l'Oceano Pacifico meridionale, doppiando Capo Horn, punta meridionale fra Cile ed Argentina, e poi risalire l'Atlantico per far ritorno in Inghilterra.

## I partecipanti
Dalla primavera del 1968 si presentarono per partecipare alla competizione nei porti inglesi 9 skipper: 
- John Ridgway, 29 anni, scozzese, capitano dell'esercito britannico.
- Nigel Tetley, 45 anni, nato in Sudafrica, ma inglese d'adozione e capitano della Marina britannica.
- Bernard Moitessier, 45 anni, navigatore e scrittore francese, vero lupo di mare.
- Robin Knox-Johnston, 28 anni, capitano della Marina mercantile britannica ed esperto di vela.
- Alex Carozzo, 36 anni, navigatore italiano, detto il "Chichester d'Italia" con all'attivo un attraversamento del Pacifico in solitario.[2]
- Chay Blyth, 27 anni, scozzese, ex sergente dell'esercito britannico, con nessuna esperienza di navigazione a vela, con all'attivo solo l'attraversamento in coppia del Nord Atlantico su un 20 piedi aperto a remi, completando con successo l’impresa in 92 giorni.
- Bill King, 57 anni, irlandese, agricoltore ed ex comandante di sottomarini della Marina britannica, che partiva per "dimenticare sei brutti anni passati a combattere in fondo al mare!”.
- Loic Fougeron, 42 anni, francese, manager di una ditta di motociclette a Casablanca.
- Donald Crowhurst 36 anni, inglese, tecnico elettronico, decise di partecipare alla competizione per il premio, a causa delle gravi difficoltà economiche in cui versava la sua famiglia e la sua azienda. Indebitato fino al collo, dovette ipotecare la casa e persino la sua stessa barca che aveva costruito tramite i soldi di uno sponsor.

## La competizione
Ridgway sbarcò dopo 6 settimane a Recife, in Brasile, a causa dell'inadeguatezza del mezzo, e si arrese per primo. 
Blyth ebbe delle difficoltà poco dopo la partenza: durante le tempeste si rintanava nella sua cuccetta pregando e leggendo un manuale sulle navigazioni oceaniche. In proposito, dirà: "Era come trovarsi all'inferno e leggere le istruzioni per l'uso!". Nonostante la sua preparazione approssimativa fu comunque la barca a cedere prima di lui al largo del Sudafrica. 
Carozzo fu il terzo in ordine di tempo a lasciare la regata, ma fu quello ad aver coperto meno miglia di tutti: al largo delle coste del Portogallo fu colpito da ulcera allo stomaco, e si ritirò approdando a Lisbona, dove fu poi ricoverato. 
King disalberò al largo del Sud Africa e fu il quarto a lasciare la regata. 
Fougeron abbandonò la sfida nei pressi dell'Isola di Sant'Elena, nell'atlantico meridionale, con la barca in avaria. 
Tetley riuscì a percorrere tutto il tragitto nonostante i problemi alla barca, e risalire l'Atlantico in vantaggio, dopo aver superato indenne i punti più pericolosi, ma sentì via radio le posizioni di Crowhurst che si avvicinava progressivamente (informazioni errate, date dallo stesso Crowhurst e riportate dai media) e decise di spingere al limite il suo Victress, già danneggiato dagli Oceani meridionali. Naufragò il 21 maggio a sole 1000 miglia dall'arrivo, ottenendo però il primato della circumnavigazione del globo su un trimarano. 
Crowhurst non portò a termine la regata. Colto da pazzia, si suicidò, gettandosi in mare a causa anche delle menzogne che aveva costruito per cercare di portare a termine la corsa. Cominciò a scrivere ed annotare su un diario personale tutti i suoi deliri, con frasi senza senso, citazioni filosofiche e calcoli numerici improbabili, finché i sensi di colpa che lo laceravano da dentro, gli soffocarono l'anima. Il suo trimarano il Teignmouth Electron fu trovato alla deriva il 10 luglio del 1969, con dentro tutti i suoi diari, e alcuni video da lui ripresi durante il periodo di navigazione, ma di lui nessuna traccia.
Bernard Moitessier dopo aver recuperato costantemente “terreno” sui suoi avversari con varie difficoltà e vicissitudini, che avevano messo a dura prova la sua stessa psiche, giunto in Atlantico sulla via del ritorno in Inghilterra, prese la decisione di girare la prua della sua barca, riprendere il sud e ripercorrere un altro mezzo giro del mondo per attraccare nelle isole del pacifico, abbandonando (temporaneamente) moglie e figli in Francia.
Robin Knox-Johnston fu così il primo uomo a completare il giro del mondo in barca a vela in solitario e senza scali, impiegando 313 giorni. Donò le 5000 sterline del premio alla vedova e ai figli dello scomparso Crowhurst.

## Golden Globe Race 2018
Nel 2015 venne annunciato il ritorno, a 50 anni di distanza dalla regata originale, della Golden Globe Race che inizialmente doveva partire dall'Inghilterra a Plymouth, ma causa problemi di carattere finanziario insorti dalla Brexit, è stato deciso di spostare la partenza da Les Sables-d'Olonne nel Golfo di Biscaglia in Francia.

## Filmografia
- Il mistero di Donald C. (2018)

### Documentari
- Deep Water - La folle regata (2006)